# Charles Whiffler Automobile Company
Charles Whiffler Automobile Company war ein US-amerikanischer Hersteller von Automobilen.

## Unternehmensgeschichte
Charles Whiffler gründete das Unternehmen im Sommer 1903. Der Sitz war in Detroit in Michigan. Er begann mit der Produktion von Automobilen. Der Markenname lautete Whiffler. Ende 1904 kam die Produktion zum Erliegen. Das Unternehmen wurde aufgelöst.

## Fahrzeuge
Im Angebot stand nur ein Modell. Es hatte einen Zweizylinder-Boxermotor. Whiffler stellte nahezu jedes Teil selber her. Der Aufbau war ein offener Tourenwagen. Der Neupreis betrug 1000 US-Dollar.